# ЗИЛ-157
ЗИЛ-157 е съветски многофункционален военен камион на компанията „ЗИЛ“. Производството му започва през 1958 г., и е стандартен камион на съветската армия до 1979 г., когато е заменен от Урал-375Д и ЗИЛ-131. Самият ЗИЛ-157 произлиза от по-стария ЗИС-151. Китай, с помощта на СССР, започва производството на директно копие на камиона, наречено Дзиефан СА-30. Производството в Съветския съюз е прекратено през 1987 г. В България ЗИЛ-157 е познат с прозвището Джуган (не „Джоган“). Произлиза от разговорен руски или грузински, където джуга означава желязо, и оттам познатото на всички, служили едно време в казармата – „Джуган“, тоест „Железен“. Идеята за камиона е заимствана от американските Студебейкъри през войната, като ЗиЛ-151 е почти пълно тяхно копие, но ЗиЛ-157 е усъвършенстван вариант. Благодарение на единичните гуми отзад се избягва запълването на разстоянието между двойните гуми с кал; има самонапомпващо устройство, гумата може да се спадне до 0,5 техн. атмосфери и да се движи по сняг, кал, разорана земя. Против превъртане на гумите и късане на вентила се използва метален обръч (клин), притиснат между разглобяемата джанта. Предното предаване се включва отделно, при нужда има и понижаваща предавка (демултипликатор). При някои варианти зад предната броня има лебедка за самоизвличане, а при други, предимно свързочни машини, вместо лебедка може да е монтиран генератор.

## Галерия
- ЗИЛ-157, превърнат в паметник
- ЗИЛ-157 в израелски музей

## Варианти
- ЗИЛ-157 – базов модел
- ЗИЛ-157В – влекач, с два горивни резервоара от по 150 l всеки
- ЗИЛ-157Г – с електронно оборудване за различни военни цели
- ЗИЛ-157Е
- ЗИЛ-157ЕГ
- ЗИЛ-157К – модернизиран модел с двигател 109 к.с. и други подобрения
- ЗИЛ-157КГ
- ЗИЛ-157КЕ
- ЗИЛ-157КД – модернизация с десетина подобрения
- ЗИЛ-157КДВ
- ЗИЛ-157КДЕ
- ЗИЛ-157КЕ(Э) – износен вариант на ЗИЛ-157К
- ЗИЛ-157КЮ – износен вариант на ЗИЛ-157К, пригоден за тропически условия
- ЗИЛ–157Л
- ЗИЛ-157Ю – износен вариант на ЗИЛ-157, пригоден за тропически условия
- ЗИЛ-165 – ЗИЛ-157 с кабина на ЗИЛ-130
- ЗИЛ-ММ3-4510 – самосвал на базата на ЗИЛ-157КД